# ImageShack
ImageShack là một trang web lưu trữ hình ảnh trả phí có trụ sở tại Los Gatos, California.
Mặc dù ImageShack luôn có dịch vụ trả phí, phần lớn doanh thu ban đầu được sinh ra từ quảng cáo. Tháng 1 năm 2014, ImageShack thông báo rằng họ đã chuyển sang dịch vụ trả phí và sẽ không cung cấp tải lên miễn phí nữa.
Hình ảnh được lưu trữ trong tài khoản miễn phí vẫn có sẵn cho đến ngày 31 tháng 1 năm 2016, và các tài khoản miễn phí không được chuyển đổi thành tài khoản trả phí đã bị xóa sau ngày đó. Giao diện trang web mới không cho phép truy cập trực tiếp vào độ phân giải hình ảnh gốc trên web miễn phí, nhưng hình ảnh có thể được tải xuống hàng loạt ở độ phân giải gốc bằng ứng dụng SkyPath của họ.

## Lưu trữ hình ảnh
Trang web đã được ra mắt vào tháng 11 năm 2003. Trang chính có trường chọn tệp, tại đó người dùng có thể chọn tệp hình ảnh để tải lên. Định dạng tệp hình ảnh phải là JPEG (JPG), PNG, GIF, TIFF (TIF) hoặc BMP, và tệp phải nhỏ hơn hoặc bằng 5 megabyte (dịch vụ miễn phí) hoặc 10 megabyte (dịch vụ trả phí). Hình ảnh BMP và TIFF (TIF) đã tải lên được tự động chuyển đổi sang định dạng PNG.
Sau khi tệp được tải lên, người dùng được chuyển hướng đến một trang có chứa các phiên bản URL khác nhau cho hình ảnh được tải lên. Các URL này được định dạng sẵn bằng một loạt các đoạn mã HTML và BBCode, có thể được sử dụng để liên kết trực tiếp chúng trên các trang web và diễn đàn. Các URL này không được liệt kê công khai, vì vậy chỉ người dùng và những người mà người dùng chia sẻ URL mới biết vị trí tệp.
Giữa năm 2008, ImageShack bắt đầu "ẩn" liên kết trực tiếp đến hình ảnh nhằm giảm số lượng hình ảnh được liên kết trực tiếp vì chúng không mang lại doanh thu quảng cáo. Sau khi nhận được phản hồi từ người dùng, Imageshack đã ngừng "ẩn" các liên kết trực tiếp và đặt chúng lên đầu trang. Tuy nhiên, hiện tại họ tuyên bố, bạn phải đăng ký để xem liên kết trực tiếp (cũng có thể xem hình ảnh trực tiếp hoặc đọc URL từ mã nguồn).
Hình ảnh được lưu trữ trên ImageShack vô thời hạn trừ khi hình ảnh hoặc người dùng đã tải lên nó vi phạm Điều khoản dịch vụ. Hình ảnh sẽ được kết xuất để không thể truy cập nếu hình ảnh sử dụng băng thông trên 200 megabyte trong khoảng thời gian một giờ. Nếu hình ảnh đó không được truy cập một lần mỗi năm, nó sẽ bị xóa.
Ngoài ra cũng có một dịch vụ đăng ký miễn phí cung cấp cho người dùng khả năng xem và xóa hình ảnh được tải lên trước đó của họ.
Tháng 5 năm 2006, có báo cáo rằng ImageShack đã phục vụ 100.000 lượt yêu cầu của người dùng đồng thời khi hoạt động cao điểm.
ImageShack cũng cung cấp một ứng dụng nguồn mở độc lập để người dùng tải lên hình ảnh và video. Trình tải lên ImageShack có sẵn cho Windows, Mac và Linux.
Trước đây, người dùng có thể tải lên hình ảnh ẩn danh mà không cần có tài khoản. Từ ngày 7 tháng 11 năm 2013, ImageShack đã ngừng chấp nhận tải lên hình ảnh từ người dùng ẩn danh, vì vậy người dùng đã đăng ký sẽ phải đăng nhập hoặc đăng ký để tải lên hình ảnh.
Ngày 17 tháng 1 năm 2014, ImageShack đã thông báo thay đổi mô hình kinh doanh của mình, chuyển từ mô hình dựa trên quảng cáo sang mô hình dựa trên trả phí. Thay đổi này hiện tại chỉ cho phép người dùng cao cấp tải lên hình ảnh.
Tháng 8 năm 2015, ImageShack đã âm thầm bắt đầu thay thế các hình ảnh nhúng đã bị xóa bằng quảng cáo, xả rác trên nhiều diễn đàn internet bằng các hình ảnh quảng cáo. Công ty đã thông báo vào tháng 11 năm 2015 rằng các tài khoản miễn phí sẽ bị ngừng vào ngày 31 tháng 1 năm 2016 nếu chúng không được nâng cấp.

## Dịch vụ torrent
Dịch vụ torrent của ImageShack, còn được gọi là Torrent Drive hoặc ImageShack Drive, cung cấp tải xuống torrent phía máy chủ thông qua giao diện dựa trên web. Các torrent được các máy chủ ImageShack tải xuống và lưu giữ trong 30 ngày. Sau khi hoàn thành, một liên kết tải xuống HTTP được cung cấp. Nó được cung cấp cho người dùng đã đăng ký không trả tiền, nhưng giới hạn ở một hạn ngạch mà tất cả những người dùng như vậy kết hợp có thể tải xuống, được đo bằng lượng sử dụng của máy chủ bởi người dùng trả tiền. Kể từ ngày 28 tháng 10 năm 2009, ImageShack đã dừng dịch vụ miễn phí đối với Torrent Drive và từ đó cũng ngừng hoàn toàn dịch vụ này.

## yfrog
Yfrog là một dịch vụ được điều hành bởi ImageShack được thiết kế đặc biệt để tải ảnh và video lên Twitter. Nó được ra mắt vào tháng 2 năm 2009 và cho phép tải lên qua email hoặc giao diện trang web.